# Eva María Moral
Pour les articles homonymes, voir Moral.
Eva María Moral Pedredo, née le 30 juillet 1982 à Madrid, est une paratriathlète espagnole concourant en catégorie PTWC. Elle est médaillée de bronze aux Jeux paralympiques d'été de 2020.

## Biographie
Eva María Moral est victime le 29 septembre 2013 d'un accident de la route dans les montagnes près de Madrid et chute de sept mètres dans un ravin. Elle ressort de cet accident paraplégique à cause d'une lésion de la moelle épinière. En 2018, elle est sacrée  championne d'Europe dans la catégorie PTWC (ParaTriathlon WheelChair).
Lors des Jeux paralympiques d'été de 2020, Eva María Moral monte sur la troisième marche du podium derrière l'Américaine Kendall Gretsch et l'Australienne Lauren Parker. Lors des séries mondiales de triathlon d'Abou Dhabi en novembre, elle remporte une nouvelle médaille de bronze aux championnats du monde de paratriathlon derrière l'Australienne Lauren Parker et la Brésilienne Jessica Ferrera.

## Palmarès en paratriathlon
Le tableau présente les résultats les plus significatifs (podium) obtenus sur le circuit national et international de paratriathlon depuis 2014.
| Année | Compétition                   | Pays      | Position           | Temps           |
| ----- | ----------------------------- | --------- | ------------------ | --------------- |
| 2024  | Championnats d'Europe PTWC    | France    | Médaille d'or      | 1 h 10 min 50 s |
| 2021  | Championnats du monde PTWC H1 | Abou Dabi | Médaille de bronze |                 |
| 2021  | Jeux paralympiques d'été PTWC | Japon     | Médaille de bronze |                 |
| 2021  | Championnats d'Europe PTWC    | Espagne   | Médaille d'or      | 1 h 13 min 17 s |